# Грузинский национализм
Грузинский национализм (груз. ქართული ნაციონალიზმი) — национализм грузинской нации.
Бека Чедия пишет, что в основе грузинского национализма лежит идея мессианизма, зародившаяся в XII веке, которая опиралась на утверждения, что грузинский язык — это язык Христа, Грузия — удел Святой Богоматери и именно здесь хранится хитон Иисуса. Определённую роль сыграл и тот факт, что грузинский алфавит является одним из 14 самостоятельно возникших алфавитов в мире. Отмечают, что средневековая этническая концепция определяла Грузию как «те земли, где церковная служба и все молитвы произносятся на грузинском языке», придавая лингвистической основе религиозную форму.
Начало современного грузинского национализма относят к середине XIX века. Известный грузинский националист Илья Чавчавадзе сформулировал концепцию грузинского национализма в трёх словах: «Язык, родина, вероисповедание».
В 1914 году грузинскими эмигрантами и студентами в Германии во время Первой мировой войны был создан Комитет независимости Грузии.
В 1924 году грузинские националисты организовали вооружённое восстание против советской власти.
Кандидат исторических наук М. Кирчанов отмечает, что грузинские интеллектуалы вплоть до начала 1960-х годов неоднократно подчеркивали грузинское происхождение советского лидера Сталина, а его фигура их усилиями была интегрирована не просто в советскую историю, но и в национальную историю грузин. «Грузинское происхождение Сталина использовалось в Грузии, как средство ободрения националистов… Сталин стал просто символом националистического движения Грузии», — отмечает другой автор. Руководитель Международного центра по конфликтам и переговорам Гиорги Хуцишвили в 2013 году отмечал: «Для большинства людей Сталин был соотечественником. Он был грузином, который возглавлял огромную империю и которого боялся весь мир. Репрессия и тирания — менее важны». Бека Чедия относит к проявлению грузинского национализма грузинское восстание 9 марта 1956 года против политики Хрущева, выступившего с осуждением культа личности Сталина (символа национальной гордости грузин). По другому мнению, антисталинская кампания Хрущёва начала перерастать в антигрузинскую, что и послужило толчком к событиям марта 1956 года, которые изначально не были сплошь просталинскими, а получились таковыми в результате действий властей.
12 апреля 1978 года Грузию охватило движение протеста против попыток Кремля изменить положение Конституции страны, касающееся государственного языка.
Бека Чедия пишет, что, как и в других республиках бывшего СССР, всплеск национализма в Грузии приходится на конец 1980-х — начало 1990-х годов: он принял ярко выраженный антироссийский характер после разгона митингов в центре Тбилиси 9 апреля 1989 года. Лидерами грузинского национально-освободительного движения были диссиденты Звиад Гамсахурдиа и Мераб Костава. Впоследствии множество народов, особенно осетины, азербайджанцы в Болниси, армяне, собственно и русские, были вынужденны покинуть массово Грузию.
В 2013 году Фонд Карнеги представил результаты исследования об оценки роли Сталина в современной России, Грузии, Армении и Азербайджане. Из четырёх стран только у грузин большинство (27 %) выбрали уважение при ответе на вопрос «Какие слова лучше описывают ваше отношение к Сталину?», у остальных большинство выбрали равнодушие. Как отмечается, наиболее позитивно к Сталину относятся на его родине в Грузии, где 45 % считают его роль в истории позитивной. Несмотря на это, говорится в докладе, для грузин Сталин скорее «национальный идол».